# Syzran
Syzran (en russe : Сызрань) est une ville de l'oblast de Samara, en Russie. Sa population s'élevait à 173 260 habitants en 2017.

## Géographie
Syzran est située sur la rive droite de la Volga, le long du réservoir de Saratov, à 113 km à l'ouest de Samara et à 758 km au sud-est de Moscou.

## Histoire
La ville se trouve à l'emplacement d'un fort bâti en 1683 et a acquis le statut de ville en 1796. Elle porte le nom de la rivière Syzran (ou Syzranka) qui se jette dans la Volga au niveau de la ville.

## Population
Recensements (*) ou estimations de la population
| 1783  | 1856   | 1897*  | 1913   | 1926*  | 1931   |
| ----- | ------ | ------ | ------ | ------ | ------ |
| 6 580 | 17 800 | 32 383 | 43 600 | 48 458 | 55 300 |

| 1939*  | 1959*   | 1970*   | 1979*   | 1989*   | 2002*   |
| ------ | ------- | ------- | ------- | ------- | ------- |
| 82 713 | 148 391 | 173 347 | 178 498 | 174 335 | 188 107 |

| 2010*   | 2013    | 2014    | 2015    | 2016    | 2017    |
| ------- | ------- | ------- | ------- | ------- | ------- |
| 178 750 | 176 901 | 176 057 | 175 222 | 174 559 | 173 260 |

## Économie
Syzran est un important nœud ferroviaire qui possède trois gares : la gare de Syzran, la gare de Syzran-Gorod, la gare de Novoobraztsovoïe. L'industrie y est également bien développée avec en particulier une raffinerie de pétrole d'une capacité de 10 millions de tonnes par an, des usines de production de matières plastiques, de constructions métalliques, de fabrication de fibres textiles et de matériel agricole. Les principales entreprises de Syzran sont :
- OAO Tiajmach (ОАО "Тяжмаш") : fondée en 1941, équipements pour l'industrie du gaz et du pétrole, 4 500 salariés.
- OAO Syzranski NPZ ou raffinerie de pétrole de Syzran appartenant au groupe Rosneft (ОАО "Сызранский НПЗ") : essence, carburant diesel, mazout.
- OAO Plastik (ОАО "Пластик") : résine de synthèse, films polymères, matières plastiques.
- OAO Syzranselmach (ОАО "Сызраньсельмаш") : pièces détachées pour voitures et machines agricoles.
- OAO Syzranskaïa Chveïnaïa Fabrika (ОАО "Сызранская швейная фабрика") : vêtements d'extérieur.
- ZAO Obouvprom (ЗАО "Обувьпром") : chaussures pour enfants.

## Sport
- FK Syzran-2003, club de football fondé en 2003 et évoluant en troisième division russe.